# Hund am Strand
Hund am Strand (с нем. — «Собака на пляже») — инди-рок-группа из Берлина, Германия. Они начали свою музыкальную карьеру в 2004 году.

## Состав
- Фабиан Швингер (нем. Fabian Schwinger) (гитара, вокал)
- Мартин «Марф» Томас (нем. Martin «Marv» Thomas) (барабаны)
- Тина Мамкцур (нем. Tina Mamczur) (бас-гитара).

## История группы
Фабиан Швингер (гитара, вокал) и Тина Мамкцур (бас-гитара) впервые познакомились в университете. Позже, барабанщиком группы становится Мартин «Марф» Томас дополняя группу и она становится полноценной.
Будущий менеджер группы, в лице Тобиаза Зиберта (нем. Tobias Siebert), прослушивает исполнение ребят и они начинают свои первые шаги в релизе их первого EP в 2004 году.
Через интернет их песни достигают до ушей Билефельд Лэйбл Тэнштаг (нем. Bielefeld Label Tenstaag) и таким образом это послужило для заключения их первого звукозаписывающего контракта с компанией в мае 2005 года. Уже к сентябрю 2005 года, песня «Adieu Sweet bahnhof» (Адиой свит банхоф) была перезаписана, но в этот раз уже с Мотор Мюзик (англ. Motor Music).
Их первый альбом назывался «Adieu Sweet Bahnhof» (Адиой свит банхоф), что в переводе на русский означает «До свидания, любимая железнодорожная станция». Группа впервые выступила на сцене 30 сентября 2005 года. Их первый сингл был «Jungen Mädchen» (Юнген Мэдхэн), либо второе название «Alle Jungen, alle Mädchen» (Аллэ юнген, аллэ мэдхэн), что в переводе означает «Все мальчики и все девочки». В дальнейшем последовал сингл под названием «Neues Lied» (Нойез лид), в переводе означает «Новая песня». После релиза их альбома последовал тур по Германии и по Австрии.
Летом 2006 года был выпущен EP с записями из живого выступления группы под названием «Werkstatt Live» (Веркштат лив), который включал в себя 5 треков из выступления в Рюссельсхайме и Потсдаме в мае 2006 года.
Среди этих треков можно было найти три новых трека, которые были смешаны (миксы) в Штатверк Студии (нем. Stattwerk-Studios) в городе Дюссельдорф.
В мае 2007 года группа объявила о своем распаде на своем сайте.
В настоящее время, бывший участник группы Мартин "Марф" Томас играет в инди-рок-группе "PEER".

## Дискография
Альбом:
- Adieu Sweet Bahnhof (2005)

EP:
- Werkstatt Live EP (2006)

Синглы:
- Jungen Mädchen (2005)
- Neues Lied (2006) (был реализован лишь в интернете, путём бесплатной загрузки (upload)

## Дополнительные ссылки
- Официальный сайт группы
- Сайт для фанатов из Германии
- дополнительная ссылка
- страница группы на LastFm на русском
- Страница группы на MySpace